# Dewdney Trail

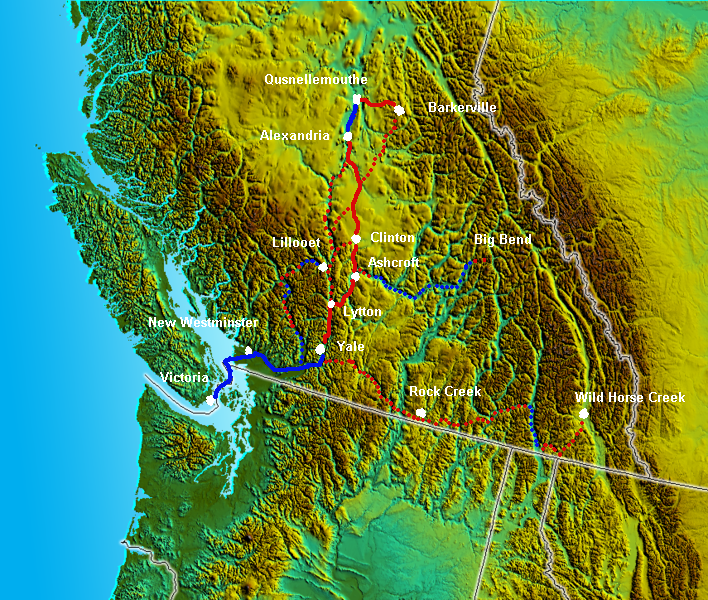
Wege, Straßen und Wasserwege im kolonialen Britisch-Kolumbien. Der Dewdney Trail war die gepunktete Linie durch den Süden der Kolonie.

Der ursprüngliche Dewdney Trail war ein 400 km langer Weg, der in Kanada von Hope am Fraser River bis Galbraith’s Ferry am Kootenay River führte. Der Weg wurde im Zeitraum von 1860 bis 1865 unter der Aufsicht der Ingenieure Edgar Dewdney und Walter Moberly verlegt und gebaut. Die Gouverneure der Kolonie British Columbia, James Douglas und Frederick Seymour, hatten sie dazu beauftragt.
Der Zweck des Weges bestand darin, eine Verbindung ins Innere von British Columbia zu schaffen, damit die Briten die Kontrolle über den zunehmenden Goldabbau in der Region behalten konnten. Der zweite Abschnitt des Weges wurde in einem Zeitraum von nur sechs Monaten angelegt, viele Teile waren jedoch in einem schlechten Zustand. Mit dem Aufkommen anderer Straßen und der Verlagerung der Bergbauinteressen ins Columbia Valley verlor der Dewdney Trail bald seine Bedeutung. In den 1880er Jahren war der Abschnitt durch die West Kootenays unpassierbar.
Heute ist einer der besser erhaltenen Abschnitte des Trails ein 36 km langes Teilstück, das sich von Christina Lake bis Rossland erstreckt. Die Regierung von British Columbia hat den Dewdney Trail in Zusammenarbeit mit privaten Landbesitzern, über deren Besitz sich 50 % des Weges erstrecken, wieder eröffnet. Teile des Dewdney Trails im Manning Park sind im Canadian Register of Historic Places eingetragen.

## Galerie

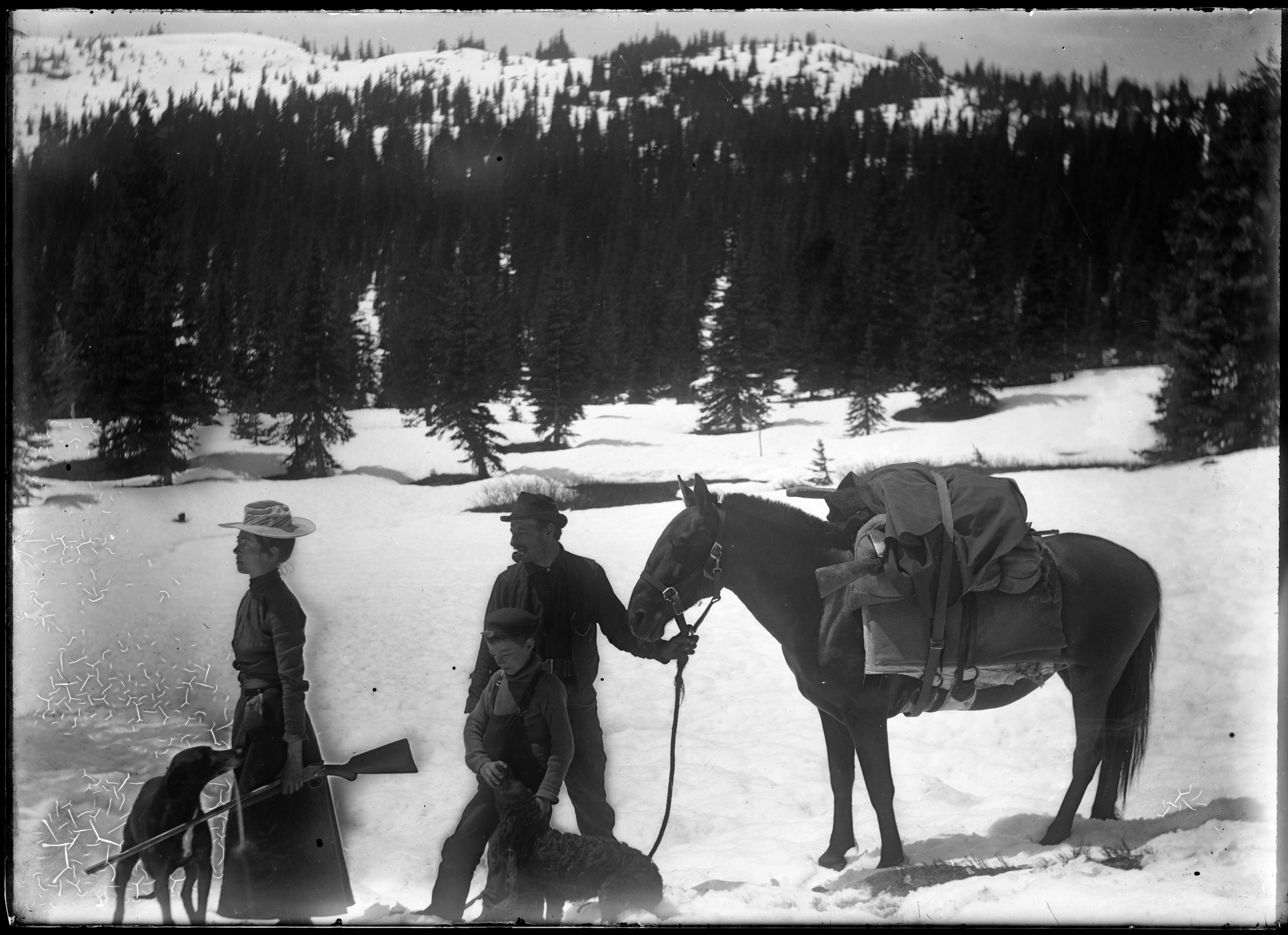
Familie auf dem Dewdney Trail, 1902
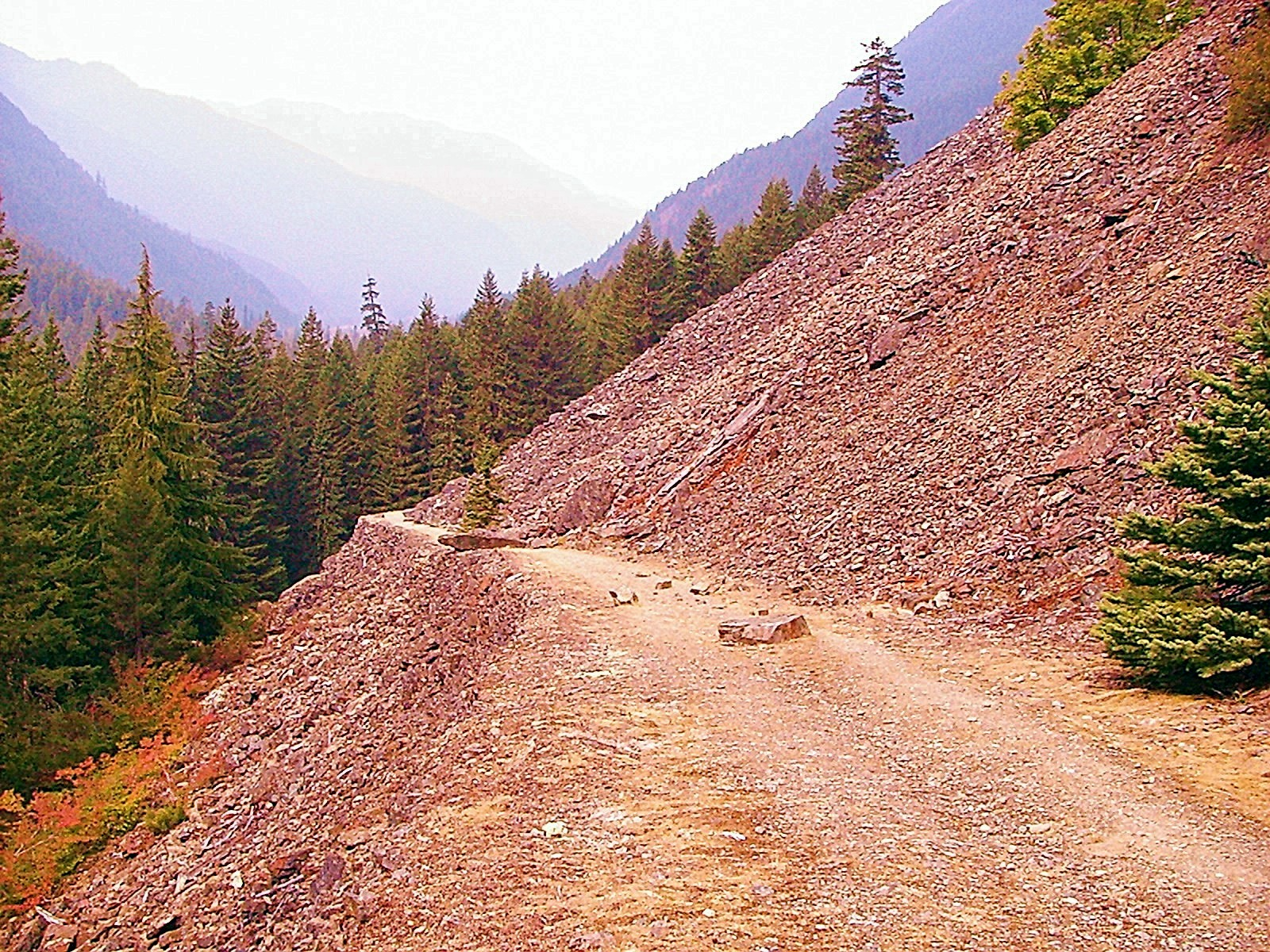
Dewdney Trail auf dem Berg am Manning Park West Gate